# Пустовойтовский сельский совет (Глобинский район)
Пустовойтовский сельский совет (укр. Пустовійтівська сільська рада) — входит в состав
Глобинского района
Полтавской области
Украины.
Административный центр сельского совета находится в 
с. Пустовойтово.

## История
- 1923 — дата образования.

## Населённые пункты совета
- с. Пустовойтово
- с. Балабушины Вербы

## Ликвидированные населённые пункты совета
- с. Диково